# Turāg River
Turāg River är ett vattendrag i Bangladesh. Det ligger i den centrala delen av landet.
Omgivningarna runt Turāg River är en mosaik av jordbruksmark och naturlig växtlighet. Runt Turāg River är det mycket tätbefolkat, med 6 241 invånare per kvadratkilometer.